# Abod
Abod je malá vesnička na severu Maďarska v župě Borsod-Abaúj-Zemplén v okrese Edelény.

## Poloha
Abod leží v údolí, protéká jím potok Abodi-patak. Obec leží nedaleko měst Szendrő (11 km) a Edelény (14 km).

## Historie
První zmínka pochází z roku 1300. V roce 1576 obec obsadili Turci.

## Pozoruhodnosti
- řeckokatolický barokní kostel z roku 1775